# Powiat Meseritz

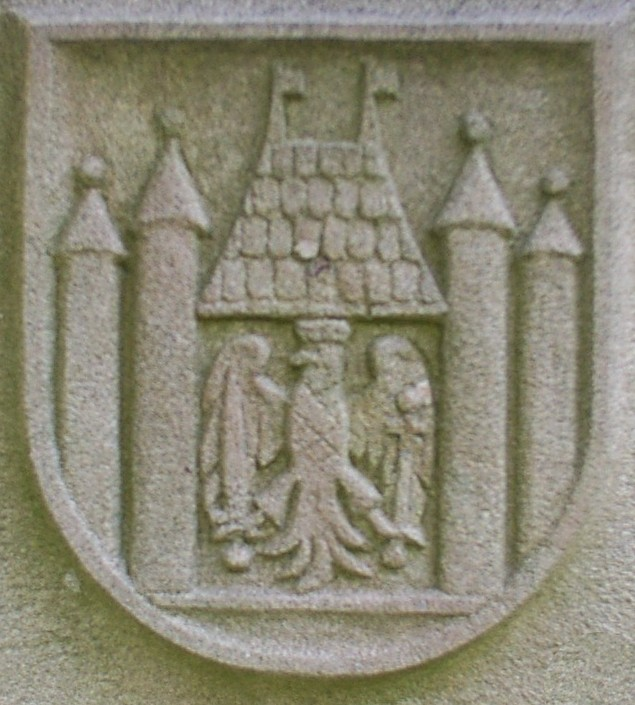
Herb powiatu Meseritz

Powiat Meseritz (niem. Landkreis Meseritz, w latach 1807–1938 Kreis Meseritz, w latach 1793–1807 Meseritzer Kreis) – pruski powiat z siedzibą w Międzyrzeczu (niem. Meseritz), istniejący w latach 1793–1945, którego obszar leży obecnie w województwie lubuskim.

## Przynależność administracyjna
- 1818–1920: Rejencja poznańska w Prowincji Poznańskiej
- 1922–1938: Rejencja pilska w prowincji Marchia Graniczna Poznańsko-Zachodniopruska
- 1938–1945: Rejencja frankfurcka w prowincji Brandenburgia

## Historia
W 1793 r., na skutek II rozbioru Rzeczypospolitej, dawny polski powiat międzyrzecki (utworzony ustawą w dniu 2 listopada 1791) stał się jednym z 17 powiatów Wielkopolski w granicach Prus (Prusy Południowe), a nadano mu zniemczoną nazwę Meseritzer Kreis. Stan taki utrzymywał się do 1807 r., gdy powiat stał się częścią Księstwa Warszawskiego. Wrócił on jednak do Prus w wyniku kongresu wiedeńskiego i w ramach reorganizacji podziału administracyjnego części Królestwa Prus podjęto decyzję o utworzeniu Kreis Meseritz, który zaczął formalnie funkcjonować od 1 stycznia 1818 (po wydzieleniu z Powiatu Birnbaum), początkowo w granicach Rejencji poznańskiej w Prowincji Poznańskiej. W 1837 r. powiat zajmował powierzchnię 21,78 pruskich mil kwadratowych (1292,5 km²). 10 stycznia 1920, po uzgodnieniach traktatu wersalskiego wschodnia część powiatu z miastem Zbąszyń (niem. Bentschen) została przyłączona do II Rzeczypospolitej. Od 1 lipca 1922 powiat należał do Rejencji pilskiej w prowincji Marchia Graniczna Poznańsko-Zachodniopruska. Po rozwiązaniu prowincji Marchia Graniczna Poznańsko-Zachodniopruska, od 1 października 1938 powiat włączono do Rejencji frankfurckiej w prowincji Brandenburgia. Według stanu na 1 stycznia 1945, w skład powiatu wchodziły 4 miasta (Pszczew (niem. Betsche), Brójce (niem. Brätz), Międzyrzecz (niem. Meseritz) i Trzciel (niem. Tirschtiegel)) oraz 44 inne gminy. W styczniu 1945 r. cały obszar powiat został zajęty przez Armię Czerwoną, stając się następnie częścią nowego terytorium Polski.